# Niño de Barbate
Antonio Castillo Melero (Vejer de la Frontera, 1906 - Huelva, 1976), conocido artísticamente como El Muela y Niño de Barbate, fue un cantaor flamenco andaluz.

## Biografía
Criado en la localidad costera de Barbate, en una finca bautizada como La Muela. Por ello, en el entorno flamenco era conocido como El Muela. De allí se trasladó a Huelva, donde debutó en 1928. Se inició artísticamente debutando en el Cine Colón de la ciudad onubense, junto a El Pena (hijo), Manuel Centeno, Antonio Rengel y Paco Isidro, ilustrando entre bastidores la película muda La copla andaluza. 
Fue una figura muy conocida de la llamada 'ópera flamenca'. Sobresalió por su profundo conocimiento de los cantes y el dominio de todo el abanico de estilos. Sus dos figuras de referencia fueron Manuel Torre y Antonio Chacón.
Recorrió España embarcado en 'troupes', su trayectoria artística estuvo ligada a los espectáculos flamencos en gira por la geografía española, a lo largo de más de cuarenta años, entre las que son dignas de reseñar las siguientes: 1935, con Manuel Vallejo; 1947, con Pepe Marchena; 1948, con el espectáculo Fantasía andaluza; 1953, con La Niña de Antequera; y en 1969, con Pepe Aznalcóllar. 
Hay también que reseñar su participación, en 1936, en el Concurso Nacional de Cante Flamenco, celebrado en el Circo Price de Madrid, donde ganó el segundo premio de siguiriyas, formando, el empresario Monserrat, con los ganadores, un nuevo espectáculo de ópera flamenca cuya presentación tuvo lugar en el Price el 10 de junio, para seguir luego a Andalucía donde les sorprendió la guerra. 
Una de sus últimas actuaciones tuvo lugar en la Peña Flamenca de Huelva, el mismo año de su muerte. La Peña de las Adoratrices de Huelva lo acogió hasta su muerte en 1976.

En 1971 grabó con la casa Philips los que serían sus últimos discos, acompañado a la guitarra por Paco de Lucía.

## De él dijeron
De él dijo J.M. Gamboa- daba "verdaderas lecciones magistrales" de cante flamenco.

Juan Gómez Hiraldo ha comentado así su personalidad artística: «Tenía El Niño de Barbate un talento innato para la asimilación y el recuerdo de los cantes y los cantaores, y sobre todo, unas dotes extraordinarias, para reproducirlo, y recrearlos en sus menores detalles, en su mínima variedad. Imitaba sobre todo el cante de cualquiera de los grande, del pasado con cuatro compases; llevaba la voz donde quería. Dominaba algunos palos con una perfección y un conocimiento que los hacía fáciles y asequibles para cualquiera. Tal las soleares, especialmente la soleá apolá con todo su tremendo juego de bajos y altos que él mecía con un inimitable juego de voces y quiebros que llevaba en la masa de la sangre desde siempre. 0 la galanura de la soleá de Alcalá de Joaquín el de La Paula que colocaba y expandía con los bajos más profundos o con los agudos más brillantes, enlazándolos con la mayor naturalidad y trasportando... En los cantes de Levante, especialmente en las tarantas tenía un queo espeluznante». 